# Нікольський Ігор Леонідович
Нікольський Ігор Леонідович (1914, Петербург — 2000, Донецьк) — радянський геолог-геофізик, засновник і довголітній завідувач кафедри розвідки родовищ корисних копалин гірничо-геологічного факультету нині ДонНТУ; визначний дослідник рудоносності Донбасу.

## Біографія
Народився 1914 року в Петербурзі. 1939 року закінчив Свердловський гірничий інститут, за фахом — геофізик. В період 1940 — 1941 років працював у складі геофізичної партії. Із початком Великої вітчизняної війни брав участь у бойових діях Калінінського фронту, отримав поранення.
З 1944 по 1945 роки працював у Свердловському гірничому інституті. 1945 року захистив кандидатську дисертацію, після чого Мінвугілля направило кандидата геолого-мінералогічних наук Нікольського в Донецький індустріальний інститут. До 1951 року працював доцентом і завідувачем кафедри геології, доклав значних зусиль для відновлення навчально-методичної та наукової діяльності кафедри геології у післявоєнний період.
Заснував і в період 1951 до 1976 років завідував кафедрою розвідки родовищ корисних копалин (розвідки РКК). Одночасно в 1947—1956 роках очолював геолого-розвідувальний факультет. 1964 року захистив докторську дисертацію. З 1976—2000 — професор кафедри розвідки РКК.

## Науково-дослідна робота
В період 1948—1951 поруч із Д. М. Оглобліним керував комплексом робіт із відновлення геологічної і маркшейдерської документації Микитівського ртутного поля, втраченої в роки війни. В 1960 роках професор Нікольський займався виявленням закономірностей розміщення родовищ корисних копалин і прогнозуванням при пошуках і розвідці в Донбасі, спільно із Б. С. Пановим — досліджував рудоносність Нагольного кряжу.
Опублікував понад 60 наукових робіт. Автор навчальних посібників для студентів вишів «Геологія і розвідка родовищ корисних копалин» (співавтори Б. С. Панов, В. О. Корчемагін), «Структури рудних полів» (співавтор Б. С. Панов, опублікований після доповнень науковцями Фрайбурзької гірничої академії).
Підготував 3 доктори і 6 кандидатів наук.

## Нагороди
- Почесний геолог СРСР
- орден Вітчизняної війни
- орден «Знак Пошани»
- медалі, зокрема медаль імені В. І. Лучицького.